# Amira Yahyaoui
Amira Yahyaoui (Túnez, nacida el 6 de agosto de 1984) es una empresaria, bloguera y activista de derechos humanos tunecina. Anteriormente fue fundadora y presidenta de la Asociación Al Bawsala, una ONG de transparencia y rendición de cuentas, galardonada con múltiples premios.
Yahyaoui es una Joven Líder Global del Foro Económico Mundial de 2016, es asesora de Amnistía Internacional para Oriente Medio y el Norte de África y miembro de la Junta del Grupo Asesor sobre Género, Desplazamiento Forzado y Protección del ACNUR. Ha recibido muchos premios internacionales por su activismo, incluido el Premio Vital Voices Trailblazer Female Leadership, el premio Foundation Chirac para la prevención de conflictos, y ha sido seleccionada varias veces como una de las mujeres árabes y africanas más poderosas e influyentes del mundo.

## Infancia
Amira Yahyaoui nació en Túnez, de una familia originaria de Ksar Hadada. Es hija del juez tunecino Mokhtar Yahyaoui.
Yahyaoui proviene de una familia de activistas de derechos humanos. Su padre, Mokhtar Yahyaoui, era un opositor al gobierno del expresidente tunecino Ben Ali. Fue despedido después de escribir sobre la falta de justicia en Túnez y estuvo bajo constante vigilancia domiciliaria durante años. Su primo Zouhair Yahyaoui era un economista que fundó el sitio web satírico TUNeZINE. Murió en 2005 tras ser perseguido y torturado por el gobierno por sus objeciones a la censura en Túnez.

## Activismo
Amira Yahyaoui siempre ha sido una disidente bajo el régimen de Ben Ali. Cuando tenía 16 años, Yahyaoui comenzó un blog en el que criticaba el régimen de Ben Ali y destacaba sus abusos contra los derechos humanos. Obtuvo relevancia en Túnez como activista contra la censura y a favor de la libertad de expresión. Debido a sus ataques contra el gobierno, las agencias gubernamentales la atacaron repetidamente. Cuando aún era una adolescente, la policía secreta del estado la persiguió y la torturó por su activismo.
Tras exiliarse de Túnez, a los 18 años, Amira Yahyaoui huyó a Francia y estudió allí mientras continuaba protestando contra la presidencia de Ben Ali y concienciando sobre sus excesos autocráticos. Durante esos años, ella era apátrida y se convirtió en parte de la "diáspora de derechos humanos" tunecina.

### Revolución tunecina
Mientras estaba en el exilio, Amira Yahyaoui cofundó Nhar 3la 3mmar, una protesta contra la censura que tuvo lugar en muchas ciudades del mundo en mayo de 2010. El evento fue organizado para promover la visibilidad sobre el tema de los derechos humanos y de la libertad de expresión y, aunque originalmente no se presentó como una manifestación contra el gobierno, se convirtió en el movimiento más destacado por la libertad de expresión en Túnez. Fue seguido muy de cerca por la policía tunecina y varios activistas fueron arrestados.
Durante la revolución tunecina, que comenzó el 17 de diciembre de 2010, Amira Yahyaoui usó su plataforma en línea para concienciar sobre los abusos de los derechos humanos y las ejecuciones en su país, debatiendo con los representantes de Ben Ali en la televisión y presionando a la comunidad internacional para que apoyara a los manifestantes tunecinos.
Cuando Ben Ali huyó del país el 14 de enero de 2011, Amira recuperó su pasaporte exactamente ese mismo día y regresó a Túnez de inmediato.
Se convocaron nuevas elecciones para formar un nuevo Parlamento tunecino y redactar una constitución para el nuevo régimen democrático. Varios meses después de regresar a Túnez, Yahyaoui se presentó a las elecciones a La Asamblea Constituyente de Túnez 2011 como candidata independiente para concienciar sobre la importancia del debate constitucional. Su lista de campaña utilizó múltiples canales de medios de comunicación para denunciar la falta de atención que los partidos políticos estaban prestando a la redacción de la nueva Constitución tunecina.

### Al Bawsala
En 2012 Yahyaoui fundó la ONG Al Bawsala (traducido a "El Compás" en árabe), para controlar el trabajo de la Asamblea de Elector. En los años siguientes, Al Bawsala devenía uno del más prominente NGOs en el Oriente Medio. Al Bawsala  uso de la tecnología para progreso social  ha sido reconocida por muchos premios de organizaciones internacionales como el Premio de Cumbre Mundial.
Al Bawsala promotes government transparency and accountability, monitors the Tunisian legislative process and advocates for individual freedoms. During the constituent assembly process, Al Bawsala used technology to render the debate around the writing of the Tunisian constitution accessible to every citizen in Tunisia. The NGO was at the center of debates around access to information, gender equality, and other key issues for the nascent Tunisian democracy.

### Copresidencia de la Conferencia de Davos 2016
Amira Yahyaoui fue nombrada copresidenta de la Reunión Anual del Foro Económico Mundial 2016, en torno al tema de la Cuarta Revolución Industrial. Dirigió el foro junto con líderes empresariales como Mary Barra (CEO, General Motors), Satya Nadella (CEO, Microsoft), Hiroaki Nakanishi (Presidente y CEO, Hitachi) y Tidjane Thiam (CEO, Credit Suisse).
La Cuarta Revolución Industrial se convirtió en un tema muy debatido en los círculos empresariales y políticos después del foro. Se publicaron varios libros sobre el tema, y el 10 de octubre de 2016 el Foro Económico Mundial anunció la apertura de su nuevo Centro para la Cuarta Revolución Industrial en la ciudad de San Francisco.

## Premios
Amira Yahyaoui ha recibido varios premios reconocidos internacionalmente por su trabajo en la promoción de los derechos humanos y la democracia en la región de Oriente Medio y África del Norte.
- In 2012, was awarded the Global Trailblazers Award at the 2012 Vital Voices Global Leadership Awards (she was re-selected in 2015 for a Global Leadership Award).[11]
- In 2013 and 2014, was selected for Arabian Business’s list of the Most Powerful Arab Women in the World.[12]
- In 2014, became a Meredith Greenberg Yale World Fellow.[13]
- In 2014, was awarded the Conflict Prevention Prize by the Fondation Chirac.[14]
- In 2015, was awarded the Global Leadership Award at the 2015 Vital Voices Global Leadership Awards.[11]
- In 2016, was named by the World Economic Forum as a Young Global Leader along with the Tunisian parliamentarian Wafa Makhlouf.
- In 2016, was named by the World Economic Forum as co-chair of the 2016 Davos Conference, themed on the Fourth Industrial Revolution.[15]